# Museo Arqueológico de Casentino "Piero Albertoni"
El Museo Arqueológico de Casentino "Piero Albertoni" es un museo arqueológico situado en el centro histórico de Bibbiena. El museo se inauguró en 2013.
Ocupa el sitio histórico del Palazzo Niccolini, que también representa la sede del ayuntamiento.

## Exposición
El museo alberga, dividido en cinco salas (y una sexta sala dedicada a exposiciones temporales), una colección de objetos arqueológicos descubiertos en la región de Casentino.